# Запис Ранковића дуд (Доњи Рачник)
Запис Ранковића дуд (Доњи Рачник) се налази на парцели чији је власник Ранковић Миољуб.

## Локација
| Општина             | Јагодина                                                         |
| Катастарска општина | Доњи Рачник                                                      |
| Потес               | Липар                                                            |
| Координате          | 44° 02′ 33″ С; 21° 12′ 10″ И / 44.042400000000001° С; 21.2028° И |
| Надморска висина    | 268m                                                             |

## Карактеристике
Дендрометријске вредности утврђене на терену и сателитским снимцима:
| Стабло                     | Дуд |
| Висина стабла              | m   |
| Обим дебла                 | m   |
| Пречник крошње             | 12m |
| Пречник дебла              | m   |
| Висина дебла до прве гране | m   |

## База записа
Запис је у оквиру Викимедија пројекта "Запис - Свето дрво" заведен под редним бројем 0262.